# Vinje (Słowenia)
Vinje – wieś w Słowenii, w gminie Dol pri Ljubljani. W 2018 roku liczyła 487 mieszkańców.